# Cedaredge
Cedaredge és una població dels Estats Units a l'estat de Colorado. Segons el cens del 2000 tenia 2.151 habitants.

## Demografia
Segons el cens del 2000, Cedaredge tenia 1.854 habitants, 894 habitatges, i 554 famílies. La densitat de població era de 347,5 habitants per km².
Dels 894 habitatges en un 20,8% hi vivien nens de menys de 18 anys, en un 51,6% hi vivien parelles casades, en un 7,3% dones solteres, i en un 38% no eren unitats familiars. En el 34,3% dels habitatges hi vivien persones soles el 21,1% de les quals corresponia a persones de 65 anys o més que vivien soles. El nombre mitjà de persones vivint en cada habitatge era de 2,07 i el nombre mitjà de persones que vivien en cada família era de 2,61.
Per edats la població es repartia de la següent manera: un 18,8% tenia menys de 18 anys, un 5,5% entre 18 i 24, un 19% entre 25 i 44, un 25,1% de 45 a 60 i un 31,6% 65 anys o més.
L'edat mediana era de 51 anys. Per cada 100 dones de 18 o més anys hi havia 85,3 homes.
La renda mediana per habitatge era de 27.381 $ i la renda mediana per família de 35.052 $. Els homes tenien una renda mediana de 32.426 $ mentre que les dones 21.500 $. La renda per capita de la població era de 20.059 $. Entorn del 10% de les famílies i el 14,9% de la població estaven per davall del llindar de pobresa.

## Poblacions més properes
El següent diagrama mostra les poblacions més properes.